# 골스턴 가 낙서

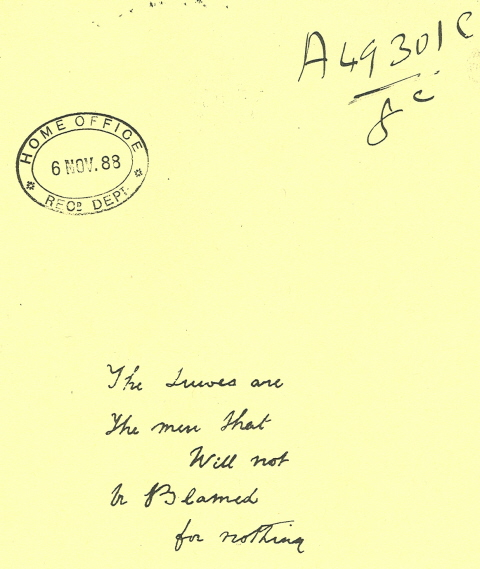
화이트채플 연쇄살인사건에 대해 영국 광역경찰청장 찰스 워런 경이 내무부에 제출한 보고서에 첨부된 골스턴 가 낙서의 사본.

골스턴 가 낙서는 1888년 화이트채플 연쇄살인사건 수사의 단서 옆 벽에 쓰여진 문장이다. 쓰여진 글은 "유대인들은 아무런 책임이 없다."였다. 낙서의 의미와 잭 더 리퍼 사이의 연관성은 한 세기가 넘도록 논란이 되어 왔다.

## 발견
화이트채플 연쇄살인사건은 1888년에서 1891년 사이 이스트엔드오브런던의 화이트채플 지역에서 여성을 노린 일련의 잔인한 살인 사건이었다. 살인 중 5건은 일반적으로 신원 불명의 살인자 "잭 더 리퍼"가 저질렀다고 보고 있으며, 나머지 6건은 범인이 확실하지 않고 논란이 되고 있다.
1888년 9월 30일 이른 아침, 엘리자베스 스트라이드와 캐서린 에도스가 살해된 후 경찰은 용의자, 증인, 증거를 찾기 위해 범죄 현장 근처를 수색했다. 오전 3시 경, 광역경찰청의 알프레드 롱(Alfred Long) 순경은 화이트채플의 골스턴 가의 108-119 모델 주택의 계단통에서 피로 물든 더러운 앞치마 조각을 발견했다.

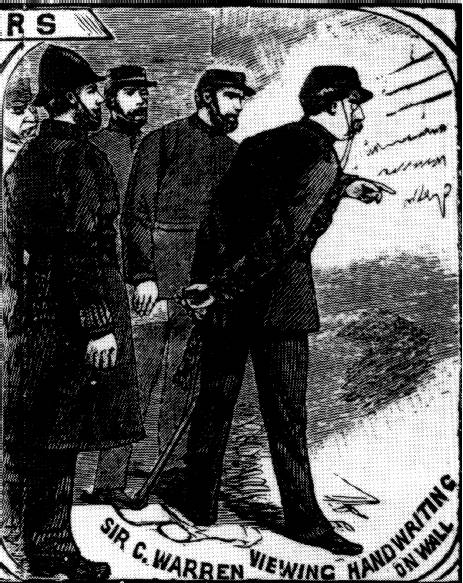
골스턴 가 낙서를 검사하는 찰스 워런 경의 그림. 1888년 10월 20일 일러스트레이티드 폴리스 뉴스에 게재됨

이후 그 천조각이 캐서린 에도스가 착용한 앞치마의 일부인 것으로 확인되었다. 그 위에는 벽이나 출입구의 검은 벽돌 벽에 흰색 분필로 글씨가 써져 있었다.

## 버전
롱은 사인 규명에서 "유대인들은 아무 잘못이 없다."라고 쓰여있었다 말했다. 경정 아놀드는 그의 증언과 일치하는 보고서를 작성했다.

## 제거
1888년 8월 31일 메리 앤 니컬스가 살해된 이후로, 살인이 "가죽 앞치마"라고 불리는 유대인의 소행이라는 소문이 돌고 있었고, 이로 인해 반유대주의 시위가 벌어졌다. 매춘부에 대한 폭력으로 유명하고 장화 제작자로 일하며 "가죽 앞치마"라는 별명을 가진 한 유대인 존 파이저는 체포되었지만 살인 당시의 알리바이가 확인된 후 석방되었다.
경정 토머스 아놀드는 현장을 방문하여 글을 보았다. 그는 11월 6일 내무부에 보낸 보고서에서 이미 유대인에 대한 강한 반감이 만연하기 때문에 그 낙서가 폭동을 일으키는 수단이 되었을 수 있다 주장했다.

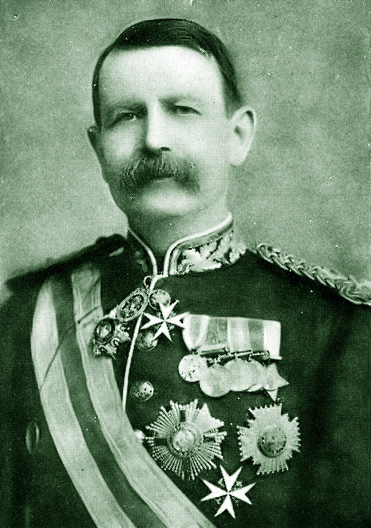
경찰청장 찰스 워런

종교적 갈등은 이미 고조되었고 많은 폭동이 이미 벌어졌다. 아놀드는 워런 국장과 상의하는 동안 한 남자에게 스펀지로 글을 지우기 위해 옆에 서 있으라고 명령했다. 사진가가 도착할 시간이 있도록 덮거나 일부를 없애는 것이 고려되었지만 아놀드와 워런(현장에 있었음)은 너무 위험한 글이라고 생각했다. 이후 워런은 "즉시 그 글을 지우는 것이 바람직하다고 생각했다."라고 말했다.

## 미해결
현재까지도 낙서가 살인과 관련이 있는지 합의가 나온 적은 없다. 일부 현대 연구자들은 앞치마 조각이 낙서에 근처에 있던 것이 우연의 일치이며 그 근처에 두려고 한 것이 아니고 아무데다 버려졌다고 믿고 있다. 당시 화이트채플에서는 반유대주의적 낙서가 만연했고, 경찰을 피하면서 시간을 들여 메시지를 작성하고 특정한 증거를 확보하는 행위는 원래 살인자의 프로필 대부분과 일치하지 않는다고 한다. 일부 작가들이 주장하듯이, 살인자가 앞치마 조각을 잘라 손을 닦는 데 사용했다면, 손을 닦은 후시체 근처에 버렸을 수도 있고,  앞치마 조각이 아닌 자신의 몸에 손을 닦았을 수도 있다.

### 참고 문헌
- Begg, Paul (2003). Jack the Ripper: The Definite History. London: Pearson Education. ISBN 0-582-50631-X
- Evans, Stewart P.; Rumbelow, Donald (2006). Jack the Ripper: Scotland Yard Investigates. Stroud, Gloucestershire: Sutton Publishing. ISBN 0-7509-4228-2
- Evans, Stewart P.; Skinner, Keith (2000). The Ultimate Jack the Ripper Sourcebook: An Illustrated Encyclopedia. London: Constable and Robinson. ISBN 1-84119-225-2
- Evans, Stewart P.; Skinner, Keith (2001). Jack the Ripper: Letters from Hell. Stroud, Gloucestershire: Sutton Publishing. ISBN 0-7509-2549-3
- Fido, Martin (1987). The Crimes, Detection and Death of Jack the Ripper. London: Weidenfeld and Nicolson. ISBN 0-297-79136-2
- Marriott, Trevor (2005). Jack the Ripper: The 21st Century Investigation. London: John Blake. ISBN 1-84454-103-7
- Rumbelow, Donald (2004). The Complete Jack the Ripper. Fully Revised and Updated. Penguin Books. ISBN 978-0-14-017395-6
- Slemen, Tom (2020). Jack the Ripper - Secret Service. Los Angeles: Tom Slemen Press. ASIN B004ZUIQXO
- Sugden, Philip (2002). The Complete History of Jack the Ripper. Carroll & Graf Publishers. ISBN 0-7867-0276-1